# Tõlliste (község)
Tõlliste község község Valgamaa megye délkeleti részén. A községet Madis Gross polgármester vezeti. A község lakossága 2017. január elsején 1570 fő volt, amely 193,78 km²-es területét tekintve 8,1 fő/km² népsűrűséget jelent.

## Közigazgatási beosztás

### Nagyközségek
Tsirguliina (502 lakos), Laatre (242 lakos)

### Falvak
Tõlliste község területéhez 13 falu tartozik: Sooru - Tagula - Iigaste - Jaanikese - Korijärve - Muhkva - Paju - Rampe - Supa - Tinu - Tõlliste - Vilaski - Väljaküla.

## Fordítás
Ez a szócikk részben vagy egészben  a   Tõlliste vald című észt Wikipédia-szócikk ezen változatának fordításán alapul.  Az eredeti cikk szerkesztőit annak laptörténete sorolja fel. Ez a jelzés csupán a megfogalmazás eredetét és a szerzői jogokat jelzi, nem szolgál a cikkben szereplő információk forrásmegjelöléseként.